# 羊角螺线

双头欧拉螺线

羊角螺线（clothoid），又稱欧拉螺线（Euler spiral），是形式为
{\displaystyle x=C(t)}
{\displaystyle y=S(t)}
的曲线，其中{\displaystyle C(t)}、{\displaystyle S(t)}为 Fresnel積分：
{\displaystyle S(x)=\int _{0}^{x}\sin(t^{2})\,dt=\sum _{n=0}^{\infty }(-1)^{n}{\frac {x^{4n+3}}{(4n+3)(2n+1)!}},}
{\displaystyle C(x)=\int _{0}^{x}\cos(t^{2})\,dt=\sum _{n=0}^{\infty }(-1)^{n}{\frac {x^{4n+1}}{(4n+1)(2n)!}}.}
上面參數方程的參數{\displaystyle t}，也是螺線於該點的曲率：{\displaystyle \kappa (t)=2t}。
兩個螺線的中心位於{\displaystyle \pm ({\frac {\sqrt {2\pi }}{4}},{\frac {\sqrt {2\pi }}{4}})}
由於此螺線的曲率與長度成正比，故常用於公路工程或鐵路工程，以缓和直路线与圆曲路线之间的曲率變化（向心力變化）。
在光學上，近場繞射（Fresnel繞射）中會應用Fresnel積分。

## 性质
- {\displaystyle C(x)}和{\displaystyle S(x)}是{\displaystyle x}的奇函数。

- {\displaystyle C}和{\displaystyle S}是整函数。

- 利用以上的幂级数展开式，可以把Fresnel积分扩展到复数范围，它是解析函数。Fresnel积分可以用误差函数来表示：

{\displaystyle S(x)={\frac {\sqrt {\pi }}{4}}\left({\sqrt {i}}\,\operatorname {erf} ({\sqrt {i}}\,x)+{\sqrt {-i}}\,\operatorname {erf} ({\sqrt {-i}}\,x)\right)}
{\displaystyle C(x)={\frac {\sqrt {\pi }}{4}}\left({\sqrt {-i}}\,\operatorname {erf} ({\sqrt {i}}\,x)+{\sqrt {i}}\,\operatorname {erf} ({\sqrt {-i}}\,x)\right)}.
- {\displaystyle C(x)}和{\displaystyle S(x)}所定义的积分不能表示为初等函数。当{\displaystyle x}趋于无穷大时，函数的值为：

{\displaystyle \int _{0}^{\infty }\cos t^{2}\,dt=\int _{0}^{\infty }\sin t^{2}\,dt={\frac {\sqrt {2\pi }}{4}}={\sqrt {\frac {\pi }{8}}}.}